# Zion Wilderness
L'aire sauvage Zion Wilderness est une aire protégée de 503,45 km2 située aux États-Unis dans l'État de l'Utah.  Créée par loi le 30 mars 2009, Zion Wilderness est située à même le parc national de Zion dont il comprend 85 % de la superficie.
Celui-ci est divisé en deux parties.  La partie nord partage ses limites avec le LaVerkin Creek Wilderness, le Beartrap Canyon Wilderness, le Taylor Creek Wilderness, le Red Butte Wilderness et le Blackridge Wilderness.  La partie sud partage ses limites avec le Canaan Mountain Wilderness, le Deep Creek Wilderness et le Goose Creek Wilderness.